# Trị liệu bằng nước tiểu
Trong y học thay thế, trị liệu bằng nước (urine therapy) hay niệu liệu pháp là phương pháp dùng nước tiểu của con người cho mục đích chữa bệnh hoặc làm mỹ phẩm, bao gồm uống nước tiểu, mát xa da hoặc mát xa nướu bằng nước tiểu của chính mình. Những cách này không có bằng chứng khoa học chứng minh.

## Những khám phá
Nghiên cứu toàn diện về thành phần của nước tiểu người được tiến hành cho NASA vào năm 1971. Nước tiểu là một dung dịch chứa hơn 95% là nước. Với các thành phần còn lại theo thứ tự nồng độ giảm dần gồm urê 9,3 g/L, chloride 1,87 g/L, natri 1,17 g/L, kali 0,750 g/L, creatinine 0,670 g/L và ion hòa tan, hợp chất vô cơ và hữu cơ.
Có tuyên bố rằng người Thái đã thực hành uống nước tiểu (urophagia) trong một thời gian dài, tuy nhiên Khoa Y học Cổ truyền và Thay thế Thái Lan cho biết không có ghi nhận nào việc thực hành này.
Không có bằng chứng khoa học về cách điều trị bằng nước tiểu chưa qua xử lý.
Tiểu trên con sứa, dùng ong bắp cày và ong chích, phơi cháy nắng, cắt và làm vỡ mạch máu là "phương thuốc dân gian" phổ biến, nhưng theo Science American cho biết nó có thể phản tác dụng, do có thể kích hoạt  tế bào tiêm chất độc còn sót lại tại vị trí chích, làm cho cơn đau tồi tệ hơn.
Nước tiểu và urê đã được một số người hành nghề y cho là có tác dụng chống lại ung thư, và niệu trị liệu đã được đề nghị cùng với các hình thức trị liệu thay thế khác tại một số phòng khám ung thư ở Mexico. Theo Hiệp hội Ung thư Hoa Kỳ, "không có bằng chứng khoa học chứng minh nước tiểu hoặc urê dưới mọi hình thức là giúp ích cho bệnh nhân ung thư".